# Röyksopp
Röyksopp je norská hudební skupina hrající elektronickou hudbu s prvky trip hopu. Členové Röyksopp Torbjørn Brundtland a Svein Berge pocházejí z norského Tromsø, působí od roku 1998. Jejich studiová alba Melody A.M. a The Understanding se dostala na první místo domácí hitparády, úspěch slavila i ve Velké Británii.

## Historie
Torbjørn a Svein se potkali jako spolužáci v Tromsø, na začátku 90. let je spojovalo experimentování s elektronickou hudbou. Název Röyksopp si však dali až poté, co se znovu potkali v Bergenu, v norském doupěti elektronické hudby. První singly („Eple“, „Poor Leno“, „Remind Me“ a „Sparks“) byly vydány na nezávislém labelu Tellé, debutová deska Melody A.M. už byla v režii britského Wall of Sound. Rostoucí slávu výrazně přiživovala experimentální videa, klip k písni „Remind Me“ zvítězil v kategorii Nejlepší hudební video na MTV Europe Music Award v roce 2002. Ten samý rok obdrželi další tři nominace, a to v kategoriích Nejlepší norský počin, Objev roku a Nejlepší taneční počin. Ani jednu však neproměnili. Jejich vůbec první singl „So Easy“ byl použit v reklamě na T-Mobile, skladba také zazněla v roce 2002 v krátkém spotu televize Nickelodeon, propagujícím Spongeboba v kalhotách.  
Druhé studiové album The Understanding s pilotním singlem „Only This Moment“ vyšlo 12. července 2005 na americkém labelu Astralwerks. Klip k písni „Only This Moment“ zobrazuje momenty z pařížských protestů v květnu 1968. Singl „Follow My Ruin“ se objevil na soundtracku k počítačové hře FIFA 06, singl „What Else Is There?“ ve filmech Cashback a Meet Bill. Čeští a slovenští televizní diváci ho pravděpodobně znají z reklamního spotu mobilního operátora O2.
Album Röyksopp's Night Out bylo nahráno na koncertě v domácím Oslu v listopadu 2005 a obsahuje devět písní. Najdete na něm taneční verzi singlu „Sparks“ a cover písně „Go with the Flow“, jejíž původní verze pochází od Queens of the Stone Age.
Back to Mine (Volume 25) je kompilace od Röyksopp vydaná v rámci DJské seance Back to Mine. Jedná se o pořad, ve kterém vlivní umělci elektronické hudby mixují kompilace dle svého uvážení (v minulosti např. Groove Armada, Faithless, Carl Cox nebo Tricky). Od Röyksopp pochází jediná skladba „Meatball“, vydaná pod pseudonymem Emmanuel Splice. Jde o remix písně „North Star/Platinum Finale“ od Mika Oldfielda.
Album Junior bylo vydáno 23. března 2009, opět na americkém labelu Astralwerks. Pilotní singl Happy Up Here vyšel v digitální podobě v 19. ledna 2009, ve fyzické pak 16. března. Jako druhý singl byl vybrán The Girl and the Robot s vokály švédské zpěvačky Robyn, ten vyšel 15. června téhož roku.
Album Senior vychází 13. září 2009. Oproti koncepčnímu bratříčkovi jménem Junior je nahrávka ryze instrumentální, uzavřenější, temnější.
V květnu 2014 vyšlo EP Do it Again vydané ve spolupráci se švédskou hudebnicí Robyn. Album bylo nominováno na Cenu Grammy v kategorii nejlepší taneční/elektronické album. Poslední album vyšlo 7. listopadu 2014 pod názvem The Inevitable End. Skupina oznámila, že půjde o její poslední album, i když to neznamená, že by skupina přestala tvořit hudbu.

## Diskografie

### Studiová alba
- 2001 – Melody A.M.
- 2005 – The Understanding
- 2009 – Junior
- 2010 – Senior
- 2014 – The Inevitable End
- 2022 - Profound Mysteries, Profound Mysteries II, Profound Mysteries III, Profound Mysteries Remixes

### Živá alba
- 2006 – Röyksopp’s Night Out

### EP
- 2006 – Röyksopp's Night Out
- 2014 – Do It Again

### Kompilace
- 2007 – Back to Mine
- 2013 – Late Night Tales

### Singly
- 1999 – „So Easy“
- 2001 – „Eple“
- 2001 – „Poor Leno“
- 2001 – „Remind Me“
- 2001 – „Poor Leno“ (re-edice)
- 2002 – „Remind Me/So Easy“ (re-edice)
- 2003 – „Eple“ (re-edice)
- 2003 – „Sparks“
- 2005 – „Only This Moment“
- 2005 – „Curves“
- 2005 – „49 Percent“
- 2005 – „What Else Is There?“
- 2006 – „Beautiful Day Without You“
- 2009 – „Happy Up Here“
- 2009 – „The Girl and the Robot“
- 2012 – „Running to the Sea“
- 2013 – „Ice Machine“
- 2014 – „Twenty Thirteen“
- 2014 – „Do It Again“
- 2014 – „Sayit“
- 2014 – „Monument (T. I. E. Version)“
- 2014 – „Skulls“
- 2014 – „Sordid Affair“
- 2015 – „I Had This Thing“
- 2016 – „Never End“